# Windhagen
Windhagen là một đô thị thuộc huyện Neuwied, trong bang Rheinland-Pfalz, phía tây nước Đức. Đô thị Windhagen có diện tích 13,11 km², dân số thời điểm ngày 31 tháng 12 năm 2006 là 4333 người.
Windhagen có các làng sau:
| - Adamstal - Birken - Frohnen - Günterscheid - Hallerbach - Hecken | - Hohn - Hüngsberg - Johannisberg - Köhlershohn - Niederwindhagen - Oberwindhagen | - Rederscheid - Schweifeld - Stockhausen - Vierwinden |